# Жаманаши
Жаманаши (каз. Жаманащы) — станция в Зерендинском районе Акмолинской области Казахстана. Входит в состав Алексеевской поселковой администрации. Код КАТО — 115635200.

## География
Станция расположена на северо-востоке района, в 61 км на северо-восток от центра района села Зеренда, в 8 км на юг от центра поселковой администрации поселка Алексеевка.

### Улицы[2]
- ул. Темиржолшылар.

### Ближайшие населённые пункты
- село Васильковка в 7 км на западе,
- село Чаглинка в 7 км на юге,
- посёлок Алексеевка в 8 км на севере.

## Население
В 1989 году население станции составляло 39 человек (из них русских 46%, казахов 35%).
В 1999 году население станции составляло 54 человека (28 мужчин и 26 женщин). По данным переписи 2009 года, в населённом пункте проживало 60 человек (34 мужчины и 26 женщин).
| Численность населения | Численность населения | Численность населения |
| 1989                  | 1999                  | 2009                  |
| --------------------- | --------------------- | --------------------- |
| 39                    | ↗54                   | ↗60                   |